# Accord de San José
L'accord de San José est un accord international signé le 10 avril 2003 à San José au Costa Rica concernant la coopération en vue de la répression du trafic maritime et aérien de stupéfiants et de substances psychotropes dans la région des Caraïbes.
Il facilite notamment les procédures de communication entre États en vue d'intervenir sur des navires suspectés de narcotrafic dans la région.
Il est entré en vigueur en 2008.